# Leontíades
Leontíades (en griego antiguo: Λεοντιάδης, romanizado: Leontiàdes) fue un político tebano que vivió en el siglo IV a. C.

## Biografía

### El golpe de Estado
En el 382 a. C., cuando Leontíades era polemarco en la ciudad griega de Tebas, el general espartano Fébidas, que se dirigía con su ejército a Olinto, se detuvo en la ciudad. A diferencia de su compañero demócrata Ismenias, fue persuadido desde el primer momento por Fébidas y, junto con los otros líderes de la oligarquía tebana (Arquias y Filipo), lo instigó a tomar Cadmea (la acrópolis de Tebas) con su ayuda. Tras expulsar a quienes se le opusieron, estableció un gobierno oligárquico y Fébidas se adueñó de la ciudad alta. Ismenias fue detenido y
llevado a Lacedemonia. A Pelópidas, Ferénico y Androclidas, que huyeron con más tebanos, el heraldo los proclamó desterrados.
Leontíades eligió el día para dar del golpe de Estado: aprovechó la celebración de la Tesmoforias, un festival religioso reservado a las mujeres que tenía lugar en Cadmea, y la convocatoria simultánea de la asamblea de los ciudadanos, a la que asistieron todos los hombres, que tuvo lugar cerca del ágora. Leontíades se acercó a Ismenias y le informó de la toma de Cadmea, asegurando que nadie habría sufrido violencia si se hubieran mantenido en calma; entonces, afirmando que su cargo de polemarco le permitía arrestar a cualquier sospechoso de delito capital, lo detuvo y encarceló.
Leontíades nombró polemarco a Arquias, y se dirigió personalmente a Esparta para persuadir a los espartanos que autorizaran la toma de Cadmea; los espartanos convencidos, enviaron comisionados a Tebas, que condenaron a muerte a Ismenias y establecieron en el gobierno a Leontíades y su compañero de facción oligárquica, protegidos por una guarnición espartana.

### El gobierno
Leontíades, amenazó a unos 300 exiliados demócratas que huyeron a Atenas, Su postura era vigilante, prudente y enérgica, en fuerte contraste con su colega de magistratura, el voluptuoso Arquias, quien desaprobaba su conducta temeraria y desafiante, que perjudicaba y debilitaba el poder que ejercían conjuntamente.
La crueldad de Leontíades, era pareja a sus cualidades, dado que envió a unos sicarios a Atenas, para que acabaran con la vida de Androclidas, el jefe de los demócratas exiliados.

### La muerte
En el 379 a. C., cuando los exiliados decidieron liberar a Tebas de los oligarcas, el propio Pelópidas participó en la empresa y fue a la casa de Leontíades junto a Cefisodoro, Damoclidas y Filidas, mientras que Melón y otros se dirigieron a la de Arquias.
La casa estaba cerrado por la noche, por lo que los conspiradores tenían dificultades para entrar. Leontíades los recibió en la puerta de su habitación, donde mató a Cefisodoro, que había llegado en primer lugar; poco después, en la lucha que siguió, el polemarco por Pelópidas.